# Gaudí a la millor fotografia
La següent llista és la de les candidatures nominades i guanyadores del Premi Gaudí a la Millor fotografia, des de l'any 2009, quan es van crear.

## Palmarès

### Dècada dels 2000
| Any  | Persones                    | Pel·lícula                   |
| ---- | --------------------------- | ---------------------------- |
| 2009 | Neus Ollé i Jimmy Gimferrer | El cant dels ocells          |
| 2009 | Ángel Luis Fernández        | Benvingut a Farewell-Gutmann |
| 2009 | Xavi Giménez                | Transsiberià                 |
| 2009 | Javier Aguirresarobe        | Vicky Cristina Barcelona     |

### Dècada dels 2010
| Any  | Persones             | Pel·lícula                      |
| ---- | -------------------- | ------------------------------- |
| 2010 | David Omedes         | The frost                       |
| 2010 | Salomon Shang        | Cineclub                        |
| 2010 | Hélène Louvart       | Petit indi                      |
| 2010 | Pol Turrents         | Xtrems                          |
| 2011 | Antonio Riestra      | Pa negre                        |
| 2011 | Eduard Grau          | Buried                          |
| 2011 | Julián Elizalde      | Herois                          |
| 2011 | Oscar Faura          | Els ulls de la Júlia            |
| 2012 | Arnau Valls Colomer  | Eva                             |
| 2012 | Juanmi Azpiroz       | Bruc. La llegenda               |
| 2012 | Antonio Riestra      | Katmandú, un mirall al cel      |
| 2012 | Pablo Rosso          | Mentre dorms                    |
| 2013 | Óscar Faura          | The Impossible                  |
| 2013 | Kiko de la Rica      | Blancaneu                       |
| 2013 | Sergi Gallardo       | Els nens salvatges              |
| 2013 | David Omedes         | The Pelayos                     |
| 2014 | Daniel Aranyó        | Els últims dies                 |
| 2014 | Diego Dussuel        | La plaga                        |
| 2014 | Sergi Gallardo       | La por                          |
| 2014 | Jimmy Gimferrer      | Història de la meva mort        |
| 2015 | Carles Gusi          | El Niño                         |
| 2015 | Jimmy Gimferrer      | Stella Cadente                  |
| 2015 | Pablo Rosso          | REC 4: Apocalipsi               |
| 2015 | Pau Esteve Birba     | Bella joventut                  |
| 2016 | Josep Maria Civit    | El Rey de La Habana             |
| 2016 | Andreu Rebés         | Truman                          |
| 2016 | Arnau Valls Colomer  | Anacleto: Agent secret          |
| 2016 | Xavi Giménez         | Palmeras en la nieve            |
| 2017 | Oscar Faura          | A monster calls                 |
| 2017 | Arnau Valls Colomer  | Tarde para la ira               |
| 2017 | Diego Dussuel        | La propera pell                 |
| 2017 | Jonathan Ricquebourg | La mort de Lluís XIV            |
| 2018 | Josep Maria Civit    | Incerta glòria                  |
| 2018 | Dagmar Weaver-Madsen | Anchor and Hope                 |
| 2018 | Jean Claude Larrieu  | La llibreria                    |
| 2018 | Santiago Racaj       | Estiu 1993                      |
| 2019 | Diego Dussue         | Entre dos aguas                 |
| 2019 | Edu Grau             | Quién te cantará                |
| 2019 | Hélène Louvart       | Petra                           |
| 2019 | Óscar Faura          | Jurassic World: El regne caigut |

### Dècada dels 2020
| Any             | Persones                       | Pel·lícula                 |
| --------------- | ------------------------------ | -------------------------- |
| 2020            | Mauro Herce                    | Lo que arde                |
| 2020            | Àlex García                    | Els dies que vindran       |
| 2020            | Gris Jordana                   | La vida sense la Sara Amat |
| 2020            | Neus Ollé AEC                  | La hija de un ladrón       |
| 2021            | Daniela Cajías                 | Las niñas                  |
| 2021            | Bet Rourich                    | Uno para todos             |
| 2021            | Josep Maria Civit              | Baby                       |
| 2021            | Josep Maria Civit              | La vampira de Barcelona    |
| 2022            | Gris Jordana                   | Libertad                   |
| 2022            | Carles Gusi                    | Las leyes de la frontera   |
| 2022            | Josep Maria Civit i Blai Tomàs | El ventre del mar          |
| 2022            | Kiko de la Rica                | Mediterráneo               |
| 2023            | Artur Tort                     | Pacifiction                |
| 2023            | Alana Mejía González           | Mantícora                  |
| 2023            | Daniela Cajías                 | Alcarràs                   |
| 2023            | Irina Lubtchansky              | Un año, una noche          |
| 2024            | Gina Ferrer                    | 20.000 especies de abejas  |
| 2024            | Alana Mejía González           | Creatura                   |
| 2024            | Bet Rourich                    | Un amor                    |
| 2024            | Agnès Piqué Corbera            | La imatge permanent        |
| 2025            |                                |                            |
| Isaac Vila      | El 47                          |                            |
| Gabriel Sandru  | Polvo serán                    |                            |
| Nilo Zimmerman  | Salve Maria                    |                            |
| Takuro Takeuchi | Segundo premio                 |                            |